# Блаце (Вишеград)
Блаце су насељено мјесто у општини Вишеград, Република Српска, БиХ. Према попису становништва из 1991. у насељу је живјело 118 становника.
Овде се налази Црква Свете Тројице у Блацама.

## Становништво
| Националност       | 1991.      | 1981. | 1971. | 1961. |
| Срби               | 118 (100%) |       |       |       |
| остали и непознато |            |       |       |       |
| Укупно             | 118        |       |       |       |

| Демографија | Демографија | Демографија |
| Година      | Становника  | Становника  |
| ----------- | ----------- | ----------- |
| 1961.       | 202         |             |
| 1971.       | 166         |             |
| 1981.       | 130         |             |
| 1991.       | 118         |             |